# Charlie Hales
Charles Andrew Hales dit Charlie Hales, né le 22 janvier 1956 à Washington D.C., est un homme politique américain, membre du Parti démocrate. Il est maire de la ville de Portland dans l'Oregon de 2013 à 2016.

## Biographie
Son père, Alfred Ross Hales, Jr., était un ingénieur en structure pour la US Navy et sa mère, Carol Hales, était mère au foyer. Il sort diplômé avec mention de l'université de Virginie en 1979 avec un baccalauréat en théorie politique. Il fait ensuite des études supérieures en administration publique au Lewis & Clark College de Portland.
En 2011, Hales annonce qu'il se présente comme candidat à la mairie en 2012. Le 6 novembre 2012, il bat son challenger Jefferson Smith en recevant 61 % des voix. Il entre en fonction le 1er janvier 2013.
En novembre 2015, il annonce qu'il n'est pas candidat à un second mandat en 2016.